# Michael Loeffelholz
Michael Loeffelholz est un acteur américain interprétant Phil Giardi, le beau-frère de Terri, dans la première saison de Glee.

## Biographie
La carrière de Michael Loeffelholz débute en 1995 avec le rôle de Wiley dans Straight to the Heart avant d'obtenir celui de Bully's Buddy dans Spaceman, 3 ans plus tard. Depuis, il a participé à Mix Tape (2003), un épisode de Day Break (2007), Penguin Blues (2008), un épisode de Boston Justice (2008), deux épisodes de Glee (2009) et Transformers 3 : La face cachée de la lune (2011).
Côté théâtre, il a joué dans You Can't Take It With You de Moss Hart et George S. Kaufman dans le rôle de Ed au Geffen Playhouse at the Brentwood Theatre de Los Angeles en 2005.